# Lewis B. Schwellenbach

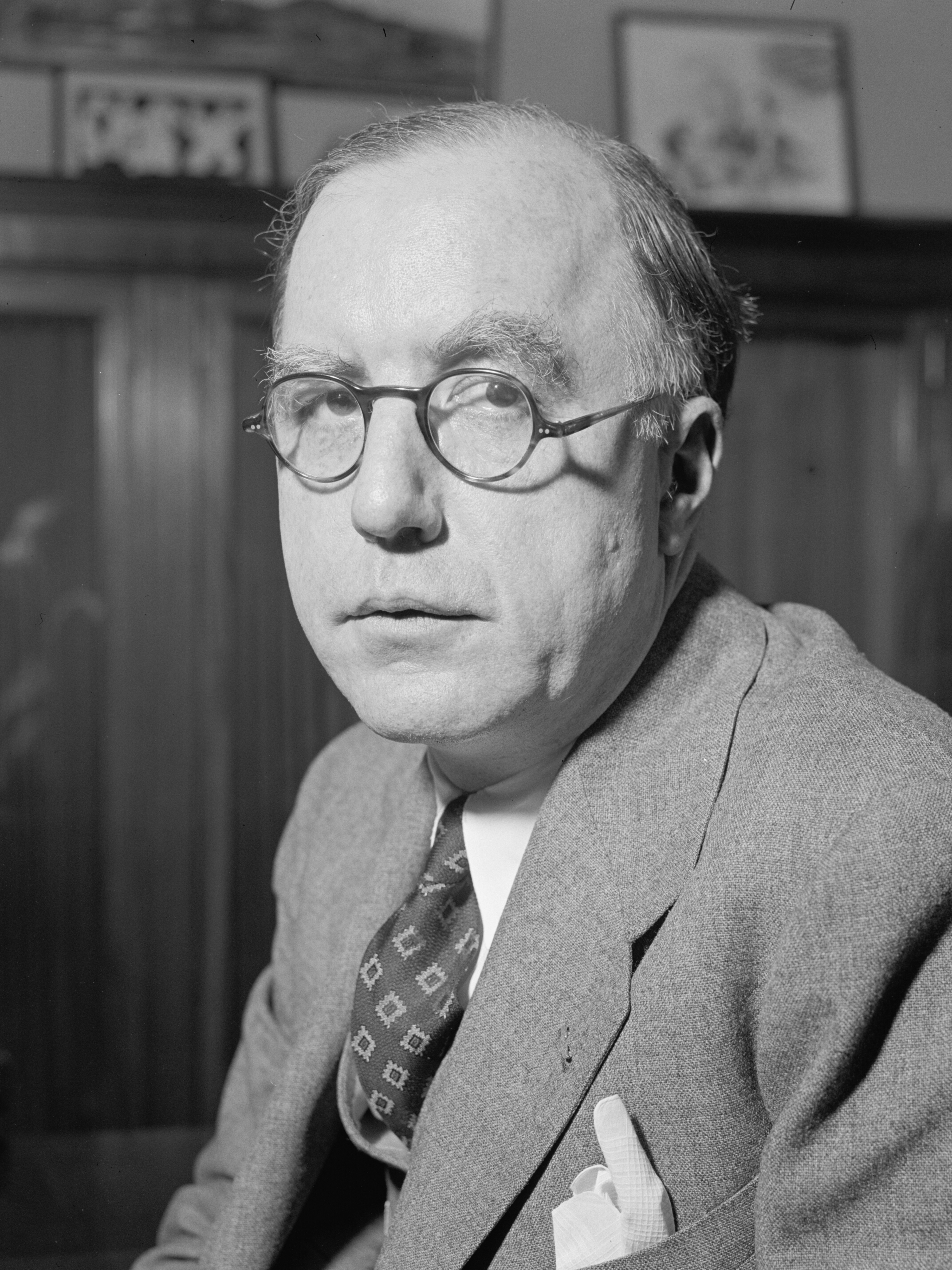
Imagem de Baxter Schwellenbach.

Lewis Baxter Schwellenbach (20 de setembro de 1894 - 10 de junho de 1948) foi um senador dos Estados Unidos de Washington, um juiz distrital dos Estados Unidos do Tribunal Distrital dos Estados Unidos para o Distrito Leste de Washington e o 5.º Secretário do Trabalho dos Estados Unidos.

## Carreira
Schwellenbach entrou em serviço militar durante a Primeira Guerra Mundial como soldado no 12.º Regimento de Infantaria do Exército dos Estados Unidos em 1918, permanecendo até à sua dispensa como cabo em 1919. Schwellenbach serviu como comandante estadual da Legião Americana e presidente da associação de ex-alunos da Universidade de Washington, e foi ainda delegado de várias convenções estaduais e municipais. A sua proeminência como resultado desses cargos de liderança fez com que o Partido Democrata o considerasse para cargos estaduais, incluindo procurador-geral e governador. Ele foi um candidato mal-sucedido à indicação para governador de Washington em 1932.

### Serviço no Congresso
Schwellenbach foi eleito para o Senado dos Estados Unidos e serviu de 3 de janeiro de 1935 a 16 de dezembro de 1940, quando renunciou ao cargo. Não foi candidato à reeleição em 1940, tendo sido nomeado para a bancada federal. Foi delegado da União Interparlamentar em Haia, Holanda, em 1938.

### Serviço judiciário federal
Schwellenbach foi nomeado pelo presidente Franklin D. Roosevelt no dia 6 de maio de 1940 para ocupar um assento no Tribunal Distrital dos Estados Unidos para o Distrito Leste de Washington, lugar onde havia estado o juiz J. Stanley Webster. Ele foi confirmado pelo Senado dos Estados Unidos no dia 6 de maio de 1940 e recebeu a sua comissão a 20 de novembro de 1940. O seu serviço terminou em 30 de junho de 1945 devido à sua renúncia ao cargo de secretário do Trabalho.

### Secretária do Trabalho
Schwellenbach foi nomeado Secretário do Trabalho dos Estados Unidos pelo presidente Harry S. Truman e serviu de 1 de julho de 1945 até à sua morte no Walter Reed Army Medical Center, em Washington, D.C., a 10 de junho de 1948. Ele foi enterrado no cemitério Washelli em Seattle.